# Córrego do Leitão
Vista aérea dos bairros Cidade Jardim e Lourdes, como córrego do Leitão aberto, abaixo, ao centro, década de 1950.
O Córrego do Leitão é um curso de água do estado brasileiro de Minas Gerais. É um afluente da margem direita da bacia do Ribeirão Arrudas, a maior bacia hidrográfica de Belo Horizonte. Como diferencial de outros córregos que têm nascente única, o Córrego do Leitão tem sua cabeceira em três ramificações e uma extensão total de 10,62 km situada na região centro-sul da capital mineira.

## Aspectos geográficos
O córrego nasce no atual bairro Santa Lúcia, percorre a Rua Kepler, Rua Cônsul Antônio Cadar, unindo-se às suas ramificações, até o encontro com o córrego Santa Maria na Barragem Santa Lúcia e segue seu fluxo pelas principais ruas do centro da cidade, passando pela Avenida Prudente de Morais, Rua São Paulo, Rua dos Tupis até chegar à Avenida do Contorno e desaguar no Ribeirão Arrudas.
No território atual total da sub-bacia, a porção de área verde presente equivale a 12% do total. Já o espaço constituído de construções e vias de acesso para automóveis corresponde a 88% do todo. Toda a parte que foi submetida a reformas e construções de concreto impermeabilizou a área, anulando a perspectiva geológica de penetração da água que ocasiona grande número de enchentes por onde o leito do Córrego Leitão flui.

## A Fazenda do Leitão

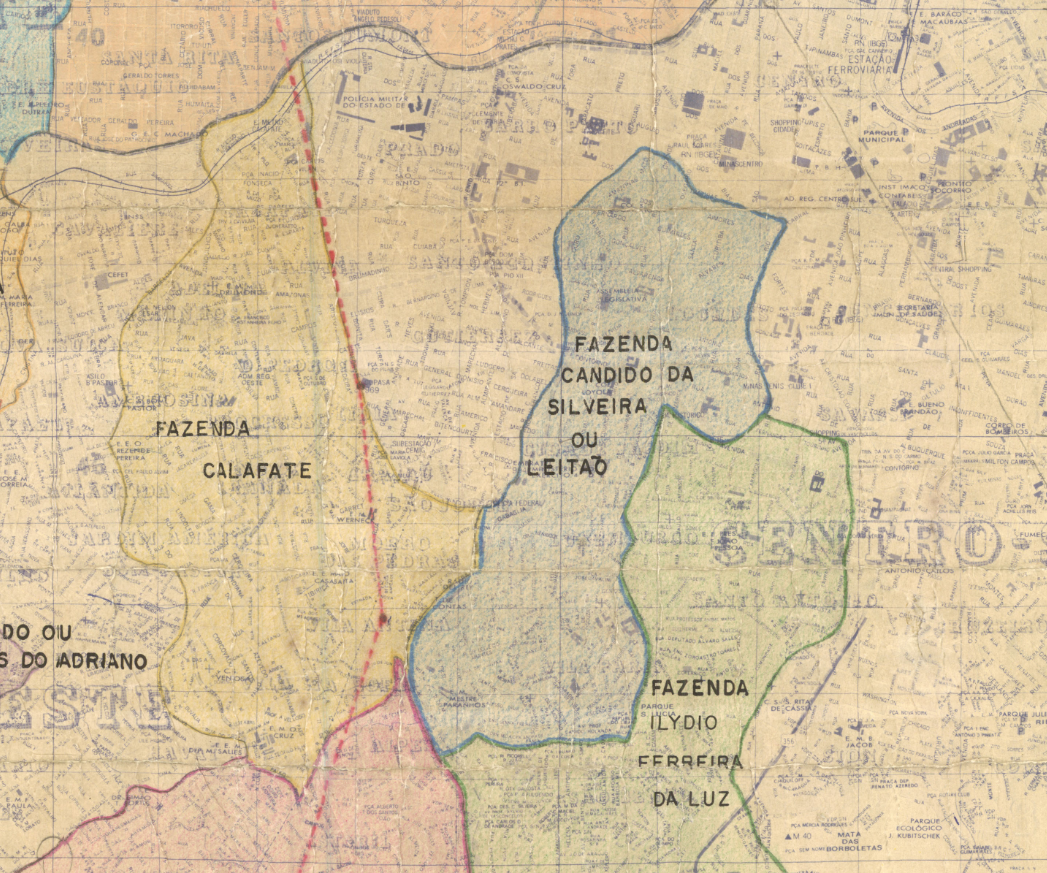
Mapa do município de Belo Horizonte, detalhe, 1997. Acervo Prodabel

Com a decadência da extração aurífera no estado de Minas Gerais, o Arraial do Curral Del Rei se manteve economicamente com a venda de produtos agrícolas.
A Fazenda do Leitão, ou Fazenda Cândido da Silveira, datada do século XIX, foi importante para essa economia, pois plantava em seu solo café, milho, feijão, trigo, aveia, batata-doce, vinhas, inhame, cana-de-açúcar e alfafa.  
Com mesmo nome da fazenda, as águas do córrego cortavam o terreno e eram usadas para abastecimento e irrigação do cultivo da terra. A área da fazenda era extensa e chegava até onde hoje se localiza a Avenida Amazonas próximo ao bairro Barro Preto como se pode localizar no mapa produzido pela Empresa de Processamento de Dados de Belo Horizonte – PRODABEL que dá ênfase aos limites da fazenda, a qual era cortada pelo Córrego do Leitão na maior parte do terreno.
Com o comando da Comissão Construtora da Nova Capital, o número de operários que chegaram à região que seria construída Belo Horizonte aumentou e os engenheiros chefes, em 1894, autorizaram a construção de moradias provisórias na região da já extinta fazenda e próximo ao curso d’água.

## Importância do córrego para a construção de Belo Horizonte
A Comissão Construtora (CCNC), responsável pela construção da nova capital do estado de Minas Gerais, não utilizou muito as águas do Leitão devido à alta amplitude das cabeceiras e não compensava, segundo os engenheiros chefes, retificar e assorear o canal já que o abastecimento feito pelos córregos da Serra e do Cercadinho já bastavam para a população residente na região. Mas, fora dos limites da Avenida do Contorno, o Leitão foi utilizado para abastecimento de colônias agrícolas como, por exemplo, a Colônia Afonso Pena situada na zona suburbana da cidade.
Nos últimos anos antes da fundação oficial da cidade, em 1895, um campo agrícola foi construído nas margens das águas com comando da Secretaria de Agricultura, Comércio e Obras Públicas da CCNC para fazer experimentos de modernização, aprimorar novas técnicas de cultivo e habitar a zona suburbana da cidade.
Nas margens do Leitão houve ocorrências de habitações irregulares – sem autorização da CCNC – no ano de 1895 onde hoje está localizada a barragem Santa Lúcia. Habitadas por operários que construíam a nova cidade que não tinham como morar nos limites de Belo Horizonte impostos pela Comissão Construtora. No ano de 1902, essas ocupações sofreram remoções e as famílias foram realocadas para o bairro operário construído na cidade recém-fundada.

## Habitações
Com um papel de segregação, a cidade de Belo Horizonte foi dividida em três áreas com diferentes funções. São elas: zona urbana que abrigava os prédios públicos e moradores de camadas sociais mais altas; zona suburbana onde eram instaladas chácaras e a zona rural que tinha a função de abastecer, com alimentos, toda a cidade.
A ocupação da zona urbana nas primeiras décadas de existência da capital foi lenta, regiões como Lourdes e Santo Agostinho não foram urbanizadas e foram ocupadas com cafuas, nas proximidades do Córrego do Leitão, formando a chamada Favela do Leitão.
O Córrego do Leitão ficava, em sua maioria, nas colônias agrícolas da cidade.  A população que habitava a região sofria com falta de necessidades básicas e até eram vistos como risco à saúde pública pela prefeitura no ano de 1903.  
A partir de 1930, a pressão do poder público contra os moradores de vilas e favelas localizadas dentro da Avenida do Contorno aumentou sob o argumento de melhorias do saneamento urbano e de as favelas serem perigosas para a sociedade.  A Favela do Leitão foi removida para a construção dos bairros de Lourdes e Santo Agostinho. Todo esse movimento de reocupação da região mudou o seu perfil, convertendo-a em área de moradia das classes médias e altas.
Já em 1950, houve a maior concentração de obras de urbanização do vale do Córrego do Leitão, na área da antiga colônia agrícola. Com isso, houve também a ocupação próximo ao leito do Leitão pela Favela do Alvorada. Em 1970, deu-se a remoção daquela população pobre com o objetivo da canalização e da criação de uma avenida sanitária na área. Os moradores que povoavam a região tiveram que se mudar para o Morro do Papagaio, já existente desde a década de 1920, cerca de três quilômetros de distância da localidade anterior.

## Canalizações e obras

Aspectos da canalização do Córrego Leitão, 1926. Acervo Museu Histórico Abílio Barreto

As primeiras obras no Córrego do Leitão são datadas de 1925 durante o governo do prefeito Flávio dos Santos. Foi feito, neste ano, canalização, alargamento e introdução de coletor de esgoto na área central de Belo Horizonte. O prefeito defendia a canalização do córrego por ele passar por uma área nobre da cidade, pautando-se em critérios de embelezamento urbano.
Dez anos depois da primeira intervenção houve a próxima. Em 1935 ocorreu a cobertura do Leitão entre a Rua São Paulo e Avenida do Contorno. Mas o trecho de canalização mais extenso ocorreu entre as décadas de 1960 e 1970, quando um longo trecho do Leitão foi canalizado, tamponado e a rua asfaltada, criando a Avenida Prudente de Morais, já fora dos limites da Avenida do Contorno.
Algumas propagandas oficiais eram feitas na época enaltecendo a decisão do governo municipal pelo feito de canalizar essa região do bairro Cidade Jardim. Um deles, presente no canal do YouTube do Museu da Imagem e do Som de Belo Horizonte, mostra os problemas de enchente antes da canalização e depois como eles se resolveram com as obras.
Os prefeitos da década de 1960 e 1970, que viam como única solução de conter as enchentes era o tamponamento dos leitos de água, não contavam que, em 1990, as enchentes voltariam a causar danos à cidade. Vinte anos após a inauguração da Avenida Prudente de Morais houve a primeira enchente da via. Para solucionar esse problema, foram refeitos os sistemas de drenagem do córrego e integraram o Leitão na Barragem Santa Lúcia para diminuir o escoamento de água em alto nível.

## Barragem Santa Lúcia

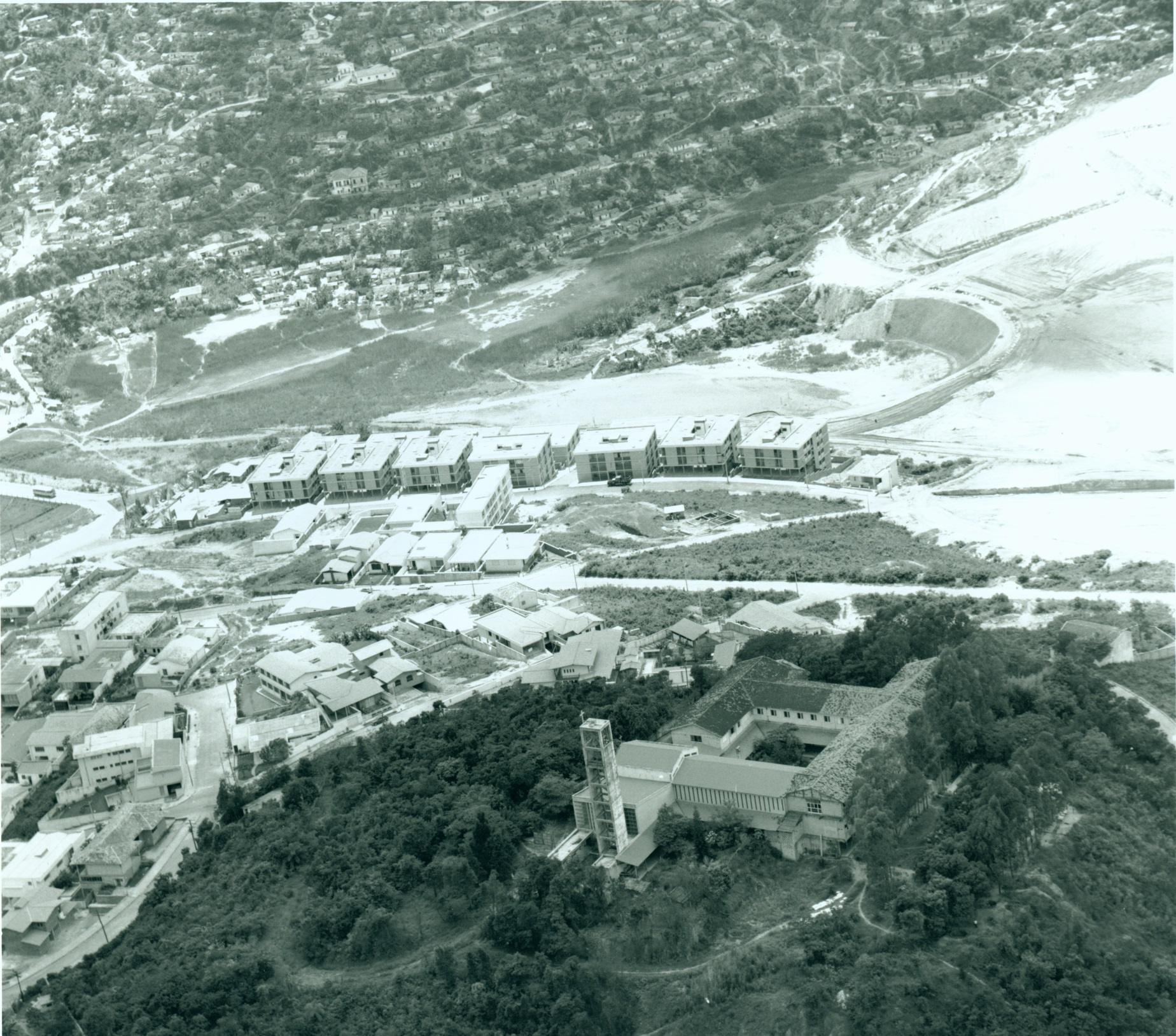
Vista aérea do mosteiro Nossa Senhora das Graças no bairro Vila Paris, ao fundo Barragem Santa Lúcia em construção, 1969. Acervo Museu Histórico Abílio Barreto

A região onde hoje se encontra a Barragem Santa Lúcia começou a ser habitada em 1984 pela Fazenda do Cercadinho de propriedade de José Cleto da Silva Diniz. Logo no início das primeiras obras da CCNC a área foi desapropriada e construída, entre 1899 e 1914, a colônia agrícola Afonso Pena que servia de abastecimento alimentício e de matéria prima para a cidade que estava em obras.
Após a extinção da colônia, o Aglomerado Santa Lúcia, onde se localizam a Vila Santa Rita de Cássia (ou Morro do Papagaio), a Vila Estrela, a Barragem Santa Lúcia, Vila Esperança (Bicão) e a Vila São Bento ficaram com parte do território da antiga área agrícola.
Com ideia de conter as inundações do Córrego do Leitão nos bairros Lourdes, Santo Antônio e Cidade Jardim, foi pensada, em meados da década de 1950, a construção da barragem Santa Lúcia. Nessa época, iniciavam-se os planos de expansão da zona sul de Belo Horizonte, para abrigar bairros residências das classes altas e médias. No final dos anos 1960, houve um alto número de ações de urbanização para a criação de bairros como o Santa Lúcia e o São Bento, o que causou o assoreamento da barragem devido à terraplanagem para construção das novas casas. A barragem foi fundada, em definitivo, no ano de 1969.
No ano de 1990, a Prefeitura de Belo Horizonte estabeleceu por meio da Decreto Municipal nº 6.544 a criação do Parque do Santa Lúcia no entorno da represa, denominado Eduardo Couri a partir de 1997. A área total do parque é de 98 mil metros quadrados, com quadras de futebol e pistas de atletismo.
Eduardo Couri foi um jornalista e colunista social do Jornal Estado de Minas. Morava no encontro da Avenida Olegário Maciel com Bernardo Guimarães e noticiava as grandes festas que ocorriam nos salões e clubes de luxo de Belo Horizonte.